# Решоткинский сельский округ
Решоткинский сельский округ — упразднённая административно-территориальная единица, существовавшая на территории Клинского района Московской области в 1995—2006 годах.
Решоткинский сельсовет был образован в первые годы советской власти. По данным 1923 года он входил в состав Давыдковской волости Клинского уезда Московской губернии.
В 1926 году Решоткинский с/с включал село Введенское, деревни Андрианково, Коноплино и Решоткино, а также 3 школы и лесную сторожку.
В 1929 году Решоткинский с/с был отнесён к Клинскому району Московского округа Московской области.
17 июля 1939 года Решоткинский с/с был упразднён. При этом селение Решоткино было передано в Першутинский сельсовет, а Андрианково и Введенское — в Селинский с/с.
1 марта 1995 года в составе Клинского района путём преобразования Селинского сельского округа был образован Решоткинский сельский округ.
3 ноября 1999 года в Решоткинском с/о был образован посёлок Марков Лес.
В ходе муниципальной реформы 2004—2005 годов Решоткинский сельский округ прекратил своё существование как муниципальная единица. При этом его населённые пункты были переданы в городское поселение Клин.
29 ноября 2006 года Решоткинский сельский округ исключён из учётных данных административно-территориальных и территориальных единиц Московской области.